# Мария Тереза Австрийска-Есте (1849 – 1919)
Мария Тереза Хенриета Доротея Австрийска-Есте (на немски: Marie Therese Henriette Dorothea; Maria Theresia; * 2 юли 1849, Брюн, Моравия; † 3 февруари 1919, дворец Вилденварт/Химгау) е ерцхерцогиня на Австрия от линията Австрия-Есте и принцеса на Модена и чрез женитба последната кралица на Бавария (1913 – 1918).

## Произход
Тя е единствената дъщеря на ерцхерцог Фердинанд Карл Австрийски-Есте (1821 – 1849) и съпругата му ерцхерцогиня Елизабет (1831 – 1903), дъщеря на ерцхерцог Йозеф Антон Йохан Австрийски, син на император Леополд II.
Мария Тереза загубва баща си през декември 1849 г., когато е на четири месеца. През 1854 г. майка ѝ се омъжва втори път за ерцхерцог Карл Фердинанд Австрийски (1818 – 1874) и има с него шест деца, между тях Ойген фон Тешен и Мария Христина (съпруга на испанския крал Алфонсо XII).

## Кралица на Бавария
Мария Тереза се омъжва на 20 февруари 1868 г. във Виена за принц Лудвиг III от Бавария (1845 – 1921), последният крал на Бавария от ноември 1913 до 1918 г. Те имат тринадесет деца.
Мария Тереза е потомка на Стюартите. Затова Якобитите след смъртта на нейния чичо Франц V я наричат Мари III, кралица на Англия, Шотландия, Ирландия и Франция (1875 – 1919). Нейната позиция като наследничка на английския трон отива на нейния син Рупрехт (Роберт I и IV).
На 20 февруари 1918 г., през Първата Световна война, Мария Тереза и Лудвиг III празнуват златна сватба. Кралската двойка по този случай подарява десет милиона марки за благотворителни цели. През вечерта на 7 ноември 1918 г. в Мюнхен Курт Айзнер обявява крал Лудвиг III за свален и провъзглася Република Бавария. Кралската фамилия бяга в дворец Вилденварт.
Крал Лудвиг III и съпругата му по-късно са погребани във фамилната гробница на Вителсбахите в Мюнхен.

## Деца
- Рупрехт Баварски (1869 – 1955), кронпринц на Бавария

1. I. ∞ 1900 херцогиня Мария Габриела Баварска (1878 – 1912)
2. II. ∞ 1921 принцеса Антония Люксембургска-Насау (1899 – 1954)

- Аделгунда (1870 – 1958) ∞ 1915 княз Вилхелм фон Хоенцолерн (1864 – 1927)
- Мария (1872 – 1954) ∞ 1897 Фердинанд, херцог на Калабрия (1869 – 1960)
- Карл (1874 – 1927)
- Франц Мария Луитполд (1875 – 1957) ∞ 1912 принцеса Изабела Антония фон Крой (1890 – 1982)
- Матилда (1877 – 1906) ∞ 1900 принц Лудвиг Гастон фон Саксония-Кобург и Гота (1870 – 1942)
- Волфганг (1879 – 1895)
- Хилдегард Мария (1881 – 1948)
- Нотбурга (*/† 1883)
- Вилтруд Мария Алика (1884 – 1975) ∞ 1924 Вилхелм II херцог на Урах (1864 – 1928)
- Хелмтруд (1886 – 1977)
- Дитлинда (1888 – 1889)
- Гунделинда (1891 – 1983) ∞ 1919 граф Йохан Георг фон Прайзинг-Лихтенег-Моос (1887 – 1924)